# ハンス島
ハンス島（ハンスとう、グリーンランド語: Tartupaluk、デンマーク語: Hans Ø、英語: Hans Island、フランス語: Île Hans）は、ネアズ海峡に位置する無人島。その形状からカナダの北部に住むイヌイットの間で「タルトゥパルク」（グリーンランド語で「腎臓」の意）とも呼ばれる。
デンマークのグリーンランドとカナダのヌナブト準州に2分割されて領有されており、カナダ=デンマーク間で唯一の陸上国境である。近隣の陸地はグリーンランドとカナダのエルズミーア島がある。面積は1.3km2。島の名称はグリーンランドの探検家ハンス・ヘンドリックにちなむ。

## 領土紛争
カナダとデンマークとの間で領有をめぐり係争が長らく続いていた。この島やその周辺海域を領有したところで大した利益が見込めるわけではなかったが、地球温暖化により、この海峡の氷が溶けて北米とアジア、ヨーロッパなどを結ぶ「北西航路」の要衝に一変する可能性が発生し、この小さな島を領有することによって資源探査や漁業権といった国益が生じる可能性が出てきたため、領有権問題がにわかに熱を帯びた。
両国の軍隊が入れ替わり上陸し、領有権主張の一環として自国の旗を立て相手の旗を撤去していた。同時に自国産の酒と「カナダにようこそ」「デンマークにようこそ」などとメッセージを残していくことが慣例化していた。このように武力衝突を伴わない形で係争してきたことから、「最も礼儀正しい領土紛争」と呼ばれるケースもある。
2022年6月14日、カナダとデンマークはこの島を分割領有することで合意し、係争状態が終結した。